# Georg Poten

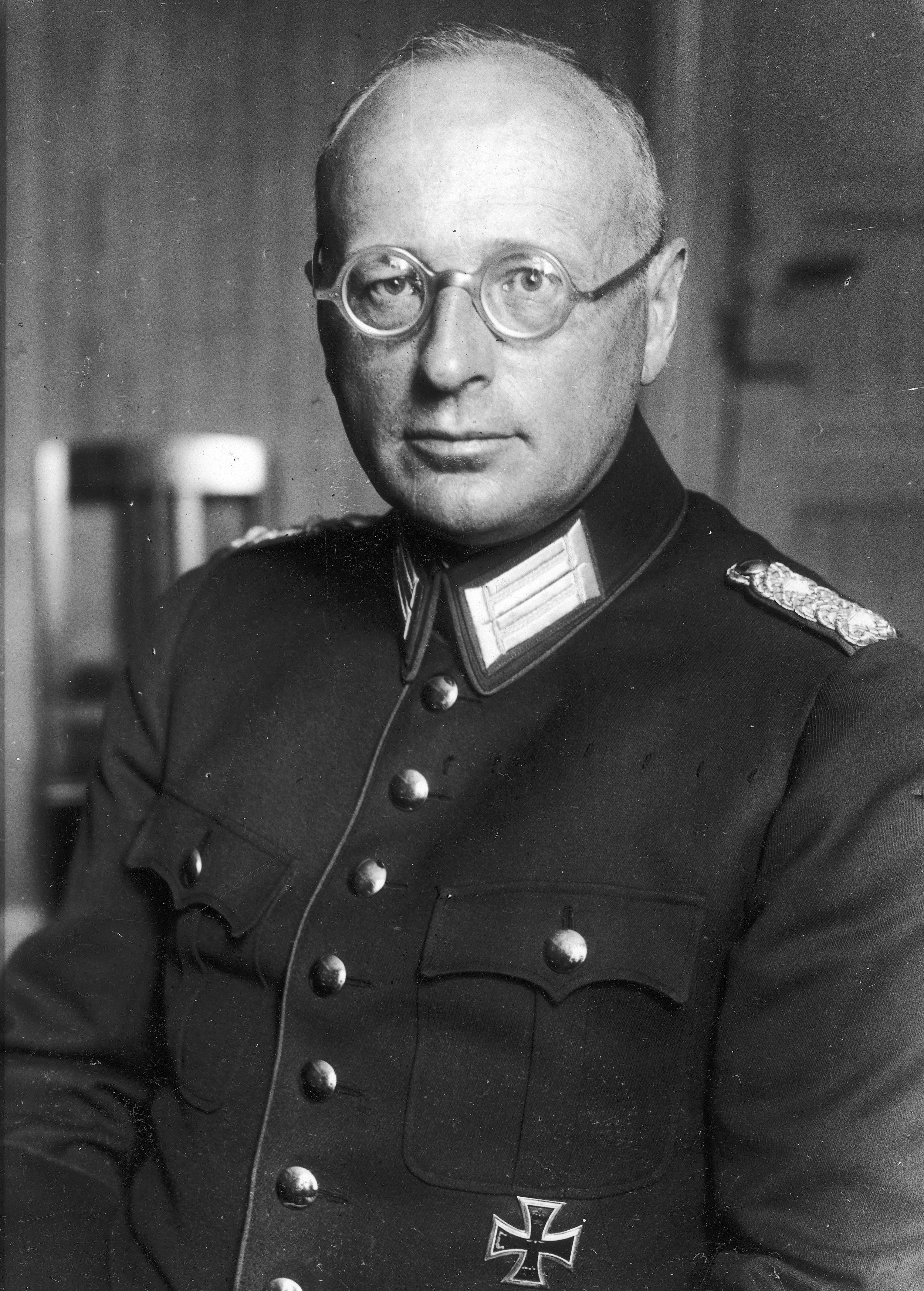
Georg Poten (1932)

Georg Poten (* 14. Februar 1881 in Berlin; † 4. Mai 1965 in Hannover) war ein deutscher Polizist und Generalleutnant in der Wehrmacht im Zweiten Weltkrieg.

## Leben
Poten trat 1901 als Fahnenjunker in das Ostpreußische Ulanen-Regiment „Graf zu Dohna“ Nr. 8 der Preußischen Armee ein. 1903 wurde er zum Leutnant befördert und vor 1914 zum Großen Generalstab kommandiert, am 5. September 1914 zum Hauptmann befördert. Im Ersten Weltkrieg diente er im Generalstabsdienst.
Am 31. März 1919 wurde er aus dem Heer mit dem Charakter als Major verabschiedet. Als solcher trat er in den Polizeidienst und wurde 1921 zum Oberstleutnant, 1925 zum Oberst der Polizei befördert, sowie zum Kommandeur der Höheren Polizeischule Potsdam-Eiche ernannt, ferner zum Referenten für die Organisation der Schutzpolizei im preußischen Innenministerium unter Carl Severing herangezogen. Mit dem Preußenschlag am 20. Juli 1932 stieg er zum Kommandeur der Schutzpolizei Berlin in Nachfolge des abgesetzten Magnus Heimannsberg auf. Im Herbst 1932 wurde er zum Generalmajor der Polizei, im März 1933 zum Höheren Polizeiführer Mitte in Halle (Saale), im November 1933 zum Kommandeur der Landespolizeiinspektion Südwest ernannt.
Im Frühjahr 1936 wechselte er als Generalmajor in das Heer und wurde am 1. April 1936 zum Inspekteur der Wehrersatz-Inspektion Koblenz ernannt. Am 1. April 1937 wurde er Generalleutnant, bis zum Abschied 1939 aus dem aktiven Dienst in der Wehrmacht. Ende Oktober 1939 wurde er reaktiviert zum Kommandeur der neuen Division z. b. V. 426 ernannt, Anfang Februar 1940 gab er das Kommando an Generalleutnant Kurt von Berg ab. Er wurde dafür wieder Inspekteur der Wehrersatzinspektion Koblenz bis Mitte August 1940. Am 31. Dezember 1941 wurde er endgültig aus dem aktiven Dienst verabschiedet.

## Schriften
- Das Ulanen-Regiment Graf zu Dohna (Ostpr.) Nr 8 im Weltkrieg. Nach d. amtl. Kriegstagebüchern u. unter Mitw. vieler Kriegsteilnehmer, Zeulenroda 1933.

| Personendaten    | Personendaten                                               |
| ---------------- | ----------------------------------------------------------- |
| NAME             | Poten, Georg                                                |
| KURZBESCHREIBUNG | deutscher Polizist und Generalleutnant im Zweiten Weltkrieg |
| GEBURTSDATUM     | 14. Februar 1881                                            |
| GEBURTSORT       | Berlin                                                      |
| STERBEDATUM      | 4. Mai 1965                                                 |
| STERBEORT        | Hannover                                                    |